# Messier 60
A Messier 60 (más néven M60, vagy NGC 4649) egy elliptikus galaxis a Virgo (Szűz) csillagképben.

## Felfedezése
Az M60 galaxist Johann Gottfried Koehler fedezte fel 1779. április 11-én. Charles Messier francia csillagász 4 nappal később találta meg, majd katalogizálta a galaxist.

## Tudományos adatok
Az M60 egyike a Virgo-halmaz hatalmas elliptikus galaxisainak. A Halton Arp által készített Különleges galaxisok atlasza szintén tartalmazza az objektumot, a 116. szám alatt. A közepében egy nagyon nagy tömegű fekete lyuk van.